# ماکو فان در هولست
ماکو فان در هولست (هلندی: Marco van der Hulst؛ زادهٔ ۲۰ مهٔ ۱۹۶۳) دوچرخه‌سوار اهل هلند است.